# C15orf38-AP3S2
C15orf38-AP3S2 (англ. Protein C15orf38-AP3S2) – білок, який кодується однойменним геном, розташованим у людей на 15-й хромосомі. Довжина поліпептидного ланцюга білка становить 184 амінокислот, а молекулярна маса — 20 721.
| 10         |  | 20         |  | 30         |  | 40         |  | 50         |
| ---------- |  | ---------- |  | ---------- |  | ---------- |  | ---------- |
| MSSYNSLAKL |  | EAGTVTKCNF |  | TGDGKTGASW |  | TDNIMAQKCS |  | KGAAAEIREQ |
| GDGAEDEEWP |  | EEIQQQIVRE |  | TFHLVLKRDD |  | NICNFLEGGS |  | LIGGSDYKLI |
| YRHYATLYFV |  | FCVDSSESEL |  | GILDLIQVFV |  | ETLDKCFENV |  | CELDLIFHMD |
| KVHYILQEVV |  | MGGMVLETNM |  | NEIVAQIEAQ |  | NRLE       |  |            |

A: Аланін

C: Цистеїн

D: Аспарагінова кислота

E: Глутамінова кислота

F: Фенілаланін

G: Гліцин

H: Гістидин

I: Ізолейцин

K: Лізин

L: Лейцин

M: Метіонін

N: Аспарагін

P: Пролін

Q: Глутамін

R: Аргінін

S: Серин

T: Треонін

V: Валін

W: Триптофан

Задіяний у таких біологічних процесах, як транспорт, транспорт білків. 